# Team NetApp/2012

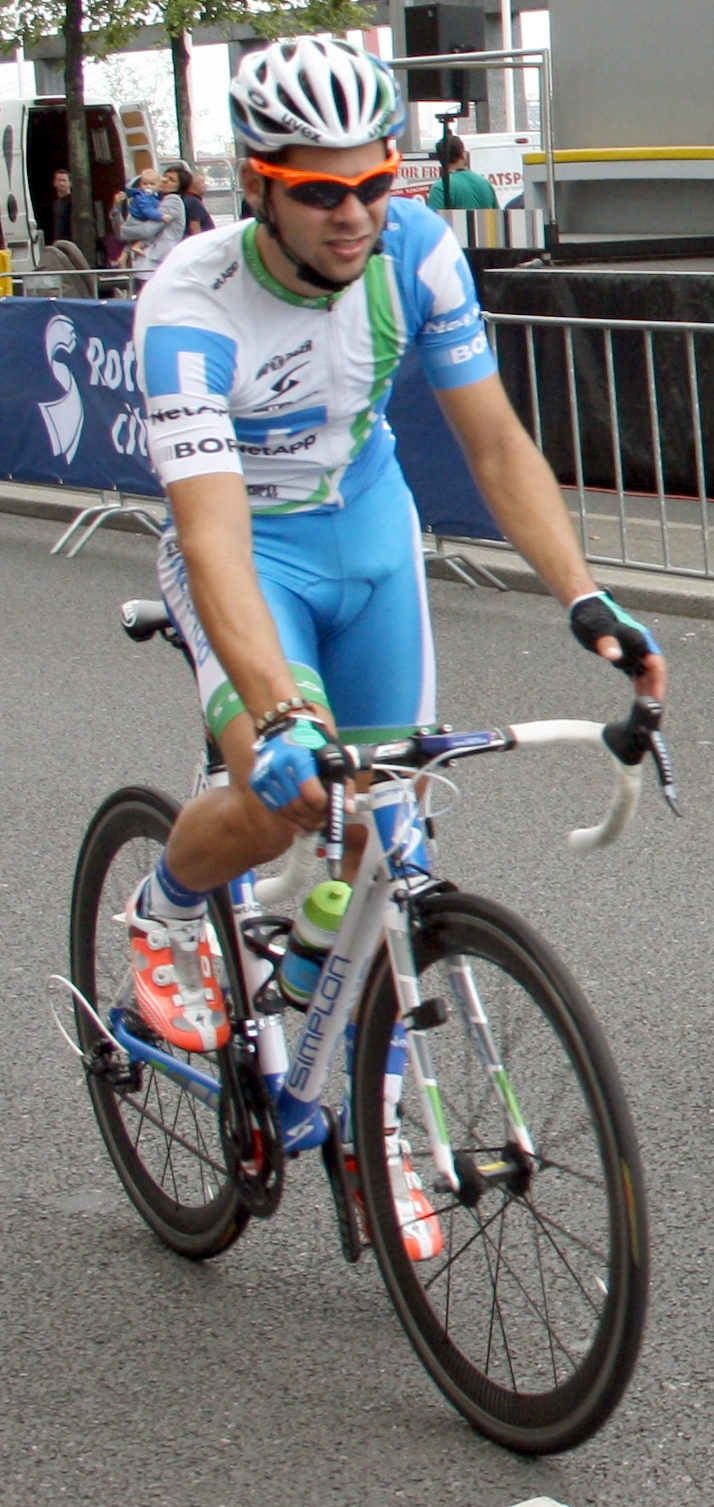
Michael Schwarzmann laat de team outfit zien.

Deze pagina geeft een overzicht van de Team NetApp-wielerploeg in 2012.

## Algemene gegevens
Sponsors: NetApp
Algemeen manager: Ralph Denk
Ploegleider: Jens Heppner, Enrico Poitschke
Classificatie : Professional Continental Team
Fietsmerk: Simplon
Land: Duitsland

## Transfers
| Inkomend           | Team 2011                    | Uitgaand            | Team 2012                  |
| ------------------ | ---------------------------- | ------------------- | -------------------------- |
| Jérôme Baugnies    | Topsport Vlaanderen-Mercator | David Hesselbarth   | onbekend                   |
| Matthias Brändle   | Geox-TMC                     | Jesús del Nero      | gestopt                    |
| Markus Eichler     | Team Nsp                     | Eric Baumann        | Team Ur-Krostitzer Univega |
| Reto Hollenstein   | Team Vorarlberg              | Robert Retschke     | Team Eddy Merckx-Indeland  |
| Grischa Janorschke | Team Nutrixxion Sparkasse    | Stefan Schäfer      | Team NSP                   |
| André Schulze      | CCC Polsat Polkowice         | Dimitri Claeys      | Van Der Vurst Cycling Team |
| Marcel Wyss        | Atlas Personal-Jakroo        | Alexander Gottfried | Nutrixxion Abus            |
|                    |                              | Michael Baer        | Atlas Personal             |
|                    |                              | Daryl Impey         | Orica-GreenEdge            |

## Renners
| Naam                | Geboortedatum | Nationaliteit    | Ploeg 2011                               |
| ------------------- | ------------- | ---------------- | ---------------------------------------- |
| Jan Bárta           | 07-12-1984    | Tsjechië         |                                          |
| Jérôme Baugnies     | 01-04-1987    | België           | Topsport Vlaanderen-Mercator             |
| Cesare Benedetti    | 03-08-1987    | Italië           |                                          |
| Matthias Brändle    | 07-12-1989    | Oostenrijk       | Geox-TMC                                 |
| Steven Cozza        | 03-03-1985    | Verenigde Staten |                                          |
| Andreas Dietziker   | 15-10-1982    | Duitsland        |                                          |
| Markus Eichler      | 18-02-1982    | Duitsland        | Team Nsp                                 |
| Reto Hollenstein    | 22-08-1985    | Zwitserland      | Team Vorarlberg                          |
| Bartosz Huzarski    | 27-10-1980    | Polen            |                                          |
| Grischa Janorschke  | 30-05-1987    | Duitsland        | Team Nutrixxion Sparkasse                |
| Blaz Jarc           | 17-07-1988    | Slovenië         |                                          |
| Leopold König       | 15-11-1987    | Tsjechië         |                                          |
| Andreas Schillinger | 13-07-1983    | Duitsland        |                                          |
| Daniel Schorn       | 21-10-1988    | Oostenrijk       |                                          |
| André Schulze       | 21-11-1974    | Duitsland        | CCC Polsat Polkowice                     |
| Michael Schwarzmann | 07-01-1991    | Duitsland        |                                          |
| Timon Seubert       | 23-04-1987    | Duitsland        |                                          |
| Marcel Wyss         | 25-06-1986    | Zwitserland      | Atlas Personal-Jakroo (tot 8 maart 2012) |

## Belangrijke overwinningen
| Internationale Wielerweek 2e etappe B (ploegentijdrit): Cesare Benedetti, Jan Bárta, Andreas Dietziker, Bartosz Huzarski, Leopold König, Matthias Brändle, Daniel Schorn 5e etappe: Jan Bárta Eindklassement: Jan Bárta Ronde van Keulen Winnaar: Jan Bárta Neuseen Classics-Rund um die Braunkohle Winnaar: André Schulze NK wielrennen Tsjechië - individuele tijdrit: Jan Bárta Koers van de Olympische Solidariteit 2e etappe: André Schulze 3e etappe: André Schulze 5e etappe: Bartosz Huzarski GP Stad Zottegem Winnaar: Matthias Brändle Ronde van Groot-Brittannië 6e etappe: Leopold König |

2010 · 2011 · 2012 · 2013 · 2014 · 2015 · 2016 · 2017 · 2018 · 2019 · 2020 · 2021 · 2022 · 2023 · 2024 · 2025